# Ahold
Ahold, ufficialmente Koninklijke Ahold N.V., è stata una società di grande distribuzione olandese con sede a Zaandam confluita nel 2016 dalla fusione con Delhaize in Ahold Delhaize. Ahold risale al 1887, quando Albert Heijn aprì un primo negozio nella città olandese di Oostzaan.